# Taldikorgjan Airport
Taldikorgjan Airport är en flygplats i Kazakstan.   Den ligger i oblystet Almaty, i den östra delen av landet. Taldykorgan Airport ligger 588 meter över havet.